# Marcel Aymar
Marcel Aymar, né à Baie Sainte-Marie en Nouvelle-Écosse, est un musicien, compositeur, écrivain et acteur d'origine acadienne vivant en Ontario.
Marcel Aymar était un des guitaristes du groupe musical CANO qui était un groupe musical franco-ontarien de style folk rock et rock progressif, actif de 1975 à 1985.  Ils ont été un des groupes franco-ontariens les plus populaires de leur époque, avec Garolou.
À la même époque il a collaboré avec le Théâtre du Nouvel-Ontario situé dans le Grand Sudbury.
Avec deux autres musiciens, il a composé le thème musical du générique du journal The National sur la chaîne de CBC Television ; ainsi que celui de l'émission Soirée du Hockey sur Télévision de Radio-Canada.
En 2003, il enregistre un album en solo ("Dans un café américain à Paris") avec des styles musicaux différents tels que ballades, musique cajun, rock, etc.
En 2009, Marcel Aymar remporte le "Prix Hommage" de l'Association des professionnels de la chanson et de la musique au 5e Gala des prix Trille Or.